# Тервел (село)
Тервел (болг. Тервел) — село в Болгарии. Находится в Шуменской области, входит в общину Хитрино. Население составляет 287 человек.

## Политическая ситуация
В местном кметстве Тервел, в состав которого входит Тервел, должность кмета (старосты) исполняет Юксел Мехмед Исмаил (Движение за права и свободы (ДПС)) по результатам выборов правления кметства.
Кмет (мэр) общины Хитрино — Нуридин Басри Исмаил (Движение за права и свободы (ДПС)) по результатам выборов в правление общины.